# Filtr o charakterystyce pierwiastka z podniesionego kosinusa
Filtr o charakterystyce pierwiastka z podniesionego kosinusa (ang. root-raised-cosine filter) – filtr cyfrowy stosowany do przetwarzania impulsów w.cz. w odbiornikach i nadajnikach radiokomunikacyjnych, w systemach wykorzystujących modulację QPSK. Filtr ten wykorzystywany jest w celu przeciwdziałania powstawaniu niekorzystnego zjawiska interferencji międzysymbolowych.

## Odpowiedź impulsowafiltra
{\displaystyle k(t)={\frac {\sin[\pi {\frac {t}{T_{c}}}(1-\alpha )]+4\alpha {\frac {t}{T_{c}}}\cos[\pi {\frac {t}{T_{c}}}(1+\alpha )]}{\pi {\frac {t}{T_{c}}}[1-(4\alpha {\frac {t}{T_{c}}})^{2}]}}}

## Charakterystyka częstotliwościowa filtra
{\displaystyle |K(jf)|={\begin{cases}{\sqrt {T}}_{c},&0\leqslant |f|\leqslant {\frac {1-\alpha }{2T_{c}}}\\{\sqrt {{\frac {T_{c}}{2}}\left[1+\cos \left({\frac {\pi T_{c}}{\beta }}\left[|f|-{\frac {1-\alpha }{2T}}\right]\right)\right]}},&{\frac {1-\alpha }{2T_{c}}}<|f|\leqslant {\frac {1+\alpha }{2T_{c}}}\\0,&|f|\geqslant {\frac {1+\alpha }{2T_{c}}}\end{cases}}}
{\displaystyle 0\leqslant \alpha \leqslant 1}
Charakteryzują go dwie wartości: współczynnik poszerzenia pasma {\displaystyle \alpha } (ang.roll-off factor) i {\displaystyle T_{c}} – czas trwania symbolu. W systemie UMTS typowe wartości to {\displaystyle \alpha =0{,}22,} zaś {\displaystyle T_{c}=0{,}26\mu } sekundy.
Tego typu filtr analogowy nie jest do zrealizowania fizycznie. Teoretyczny czas trwania odpowiedzi impulsowej filtra jest nieskończony, w praktyce stosuje się aproksymację odpowiedzi filtra ograniczając ją jedynie do kilku wielokrotności {\displaystyle T_{c}.}